# Péchés de vieillesse
Péchés de vieillesse ("Hříchy stáří") je sbírka 150 vokálních, komorních a sólových klavírních skladeb skladatele Gioacchina Rossiniho, který je nejvíce známý svými operami. Skladby jsou seskupeny do čtrnácti nepublikovaných alb pod tímto sebe omluvným a ironickým názvem. Pořadí skladeb v albech neodráží pořadí ani datum jejich složení, které sahá od 1857 do období krátce před Rossiniho smrtí v roce 1868. Rossini dal titul Péchés de vieillesse pouze svazkům V-IX, ktaý ale od té doby byl rozšířen na celou sadu.
Rossini rovněž odkazoval na svou mši Petite messe solennelle jako na „poslední z mých péchés de vieillesse “, ale ta formálně není součástí tohoto souboru děl.
Péchés de vieillesse jsou salónní hudba, byť rafinovaného řádu, která se prováděla v soukromí v Rossiniho salonu v Passy . Svazky I, II, III a XI jsou vokální hudbou s doprovodem klavíru. Svazky IV, V, VI, VII, VIII, X a XII jsou hudbou pro sólový klavír. Svazek IX je pro komorní soubor nebo sólový klavír. Svazky XIII a XIV zahrnují vokální a nevokální hudbu.
- Vol I Album italiano
- Vol II Album français
- Vol III Morceaux réservés
- Vol IV Quatre hors d’œuvres et quatre mendiants
- Vol V Album pour les enfants adolescents
- Vol VI Album pour les enfants dégourdis
- Vol VII Album de chaumière
- Vol VIII Album de château
- Vol IX Album pour piano, violon, violoncello, harmonium et cor
- Vol X Miscellanée pour piano
- Vol XI Miscellanée de musique vocale
- Vol XII Quelques riens pour album
- Vol XIII musique anodine (1857). Dar své ženě Olympe jako vděčnost za její péči během jeho dlouhé občasné nemoci.
- Vol XIV Altri Péchés de vieillesse

Po skladatelově smrti v roce 1868 jeho vdova Olympe Pélissier prodala celou sbírku, která byla poté dražena v Londýně v roce 1878. Mezi kupujícími, kteří prodali vydavatelská práva společnosti Heugel byla společnost Société anonyme de Publications périodique v Paříži. Vydání připravil Auguste Vaucorbeil (1821–1884), ředitel pařížské Opéry, který skladby přeuspořádal a poskytl jim nové malebné tituly, protože Rossiniho často nesmyslové tituly, které dle Erika Satieho byly pokrokové, byly považovány za nevhodné.
Kritická vydání všech alb jsou v procesu vydání nadací Fondazione Rossini v Pesaru, která uchovává původní autografické rukopisy; jsou distribuovány Chicagskou univerzitou. Nová vydání obnovují Rossiniho výslovně precizní hudební notaci a nabízejí dosud nezveřejněné alternativní verze některých Péchés .

## Orchestrace
V roce 1918 Ottorino Respighi upravil řadu klavírních skladeb pro balet La Boutique Fantasque. V roce 1925 uspořádal další klavírní skladby z Vol. XII ( Quelques riens ), jako orchestrální suitu Rossiniana. Skladatel Benjamin Britten také použil některá Rossiniho témata ve svých orchestrálně uspořádaných suitách „Matinées Musicales“ a „Soirées musicales“, op. 24 z roku 1936.